# Sandro Continenza
Sandro Continenza (eigentlich Alessandro Continenza, * 13. Juli 1920 in Rom; † 21. November 1996 ebenda) war ein italienischer Drehbuchautor.

## Leben
Continenza schrieb zwischen 1949 und 1982 für 150 Filme. Daneben war er Autor für zahlreiche Publikationen und Zeitungen. Neben Filmarbeiten für Alessandro Blasetti, Mario Monicelli und Anton Giulio Bragaglia war er einer der Haus- und Hauptautoren für Raimondo Vianello. Auch mit Totò arbeitete er mehrmals zusammen. Er galt als zuverlässig, strukturiert und solide, aber kaum innovativ.

## Filmografie (Auswahl)
- 1949: Totò le Moko
- 1951: O.K. Nero (O.K. Nerone)
- 1951: Zorro, der Held (Il sogno di Zorro)
- 1952: Engel aus der Kellerwohnung (Gli angeli del quartiere)
- 1952: Il bandolero stanco
- 1954: Ein Amerikaner in Rom (Un americano a Roma)
- 1954: Semiramis, die Kurtisane von Babylon (La cortigiana di Babilonia)
- 1955: Wie herrlich, eine Frau zu sein (La fortuna di essere donna)
- 1956: Neros tolle Nächte (Mio figlio Nerone)
- 1956: Der goldene Falke (Il falco d'oro)
- 1957: Heimweh, Stacheldraht und gute Kameraden (Gli Italiani sono matti)
- 1958: Kreuz und Schwert (La spada e la croce)
- 1958: La morte viene dallo spazio
- 1959: Hannibal (Annibale)
- 1960: Die Liebesnächte des Herkules (Gli amori di Ercole)
- 1960: Der Meistergauner (Il mattatore)
- 1960: Theseus, Held von Hellas (Teseo contro il Minotauro)
- 1961: Herkules erobert Atlantis (Ercole alla conquista di Atlantide)
- 1961: Vampire gegen Herakles (Ercole al centro della terra)
- 1962: Ursus im Tal der Löwen (Ursus nella valle dei leoni)
- 1962: Erotica (L’amore difficile)
- 1963: Gli eroi del West
- 1964: Die Stunde der harten Männer (Ercole, Sansone, Maciste e Ursus gli invincibili)
- 1965: Die Gejagten der Sierra Nevada (El ranch de los implacables)
- 1966: Django – Nur der Colt war sein Freund (Django spara per primo)
- 1966: Lanky Fellow – Der einsame Rächer (Per il gusto di uccidere)
- 1966: Rocco – der Mann mit den zwei Gesichtern (Sugar Colt)
- 1973: Mamma mia è arrivato Così Sia
- 1973: Number One
- 1974: Das Leichenhaus der lebenden Toten (Non si deve profanare il sonno dei morti)
- 1975: Wolfsblut greift ein (Zanna Bianca alla riscossa)
- 1978: Ein Haufen verwegener Hunde (Quel maledetto treno blindato)
- 2005: Idealne veze (Fernsehserie)